# Benjamin (Texas)
Benjamin ist eine Stadt und Sitz der Countyverwaltung (County Seat) des Knox Countys im US-Bundesstaat Texas in den Vereinigten Staaten. Das U.S. Census Bureau hat bei der Volkszählung 2020 eine Einwohnerzahl von 196 ermittelt.

## Geographie
Die Stadt liegt im mittleren Norden von Texas zwischen dem South Wichita River und dem Brazos River am US Highway 82, ist im Norden etwa 80 km von Oklahoma entfernt und hat eine Gesamtfläche von 2,7 km², ohne nennenswerte Wasserfläche.

## Geschichte
Hilory H. Bedford, Präsident und Mehrheitseigner der Wichita and Brazos Stock Company gründete 1885 die Stadt und benannte sie nach seinem Sohn Benjamin Bedford. Um die Besiedlung des Ortes voranzutreiben, gab er jedem seiner 12 Mitgesellschafter ein Stück Land. 1884 wurde hier das erste Postbüro eröffnet, mit Bedford als Postmeister und 1886 wurde der Ort zur Bezirkshauptstadt und eine erste Schule wurde errichtet. Das heutige Rathaus wurde 1938 erbaut und beherbergt in seinen Räumen das Knox County Museum. In Benjamin gibt es vier Kirchen.

## Demographie
Das durchschnittliche Einkommen eines Haushalts liegt bei 31.023 USD, das durchschnittliche Einkommen einer Familie bei 38.125 USD. Männer haben ein durchschnittliches Einkommen von 29.750 USD gegenüber den Frauen mit durchschnittlich 19.375 USD. Das Pro-Kopf-Einkommen liegt bei 13.138 USD. 14,2 % der Einwohner und 14,5 % der Familien leben unterhalb der Armutsgrenze.
33,3 % der Einwohner sind unter 18 Jahre alt und auf 100 Frauen ab 18 Jahren und darüber kommen statistisch 85,3 Männer. Das Durchschnittsalter beträgt 38 Jahre (Stand: 2000).

2010 waren 77 % der Bevölkerung amerikanischer Herkunft und 21 % lateinamerikanischer. 19 % der Bevölkerung haben deutsche Vorfahren.